# Conseil international des grands réseaux électriques
 (avril 2017).
Le Conseil international des grands réseaux électriques (CIGRE)  est une organisation mondiale dans le domaine de l’électricité à haute tension. Il a été fondé en France en 1921 et son secrétariat général est à Paris. On y traite les aspects techniques et économiques des réseaux, mais aussi les aspects environnementaux et régulatoires.
Plus spécifiquement le CIGRE a pour but :
- de faciliter les échanges techniques entre les acteurs de la production et du transport d'énergie ;
- de communiquer l'état de l'art et la connaissance technique dans ces domaines ;
- d'informer les décideurs et régulateurs dans le domaine de la haute-tension en publiant des articles dans sa revue Electra, en publiant des brochures techniques[1] ou en organisant des conférences biennales appelées sessions qui se déroulent les années paires à Paris.

Au fil des ans le CIGRE est devenu un lieu de rencontre privilégié des acteurs dans le domaine de l’énergie électrique : chercheurs, fabricants, utilisateurs, organismes de normalisation, etc.
Jusqu'au début des années 2000, on nommait plutôt l'organisation « la CIGRE », c'est-à-dire la « Conférence Internationale des Grands Réseaux Électriques ».

## Organisation interne
Le travail  au sein du CIGRE a été divisé en 16 Comités d’Étude :
- A1 : Machines électriques tournantes
- A2 : Transformateurs
- A3 : Équipements à Haute Tension  (y compris appareillage à haute tension, transformateur de courant, transformateur de tension et parafoudre)
- B1 : Câbles Isolés
- B2 : Lignes de Transport
- B3 : Postes
- B4 : CCHT et Électronique de puissance
- B5 : Protections et Automatismes
- C1 : Développement et Économie des Réseaux
- C2 : Conduite et Exploitation des Réseaux
- C3 : Réseaux et Environnement
- C4 : Performances Techniques des Réseaux
- C5 : Marchés de l'électricité et régulation
- C6 : Réseaux de Distribution et Production Décentralisée
- D1 : Matériaux et Techniques de Test Émergentes
- D2 : Systèmes d’Information et Télécommunications

## Événements
Les évènements du CIGRE rassemblent les experts de l'industrie de l'électricité dans le but d'améliorer leurs connaissances, d'élargir leur réseau et de favoriser leurs échanges sur les nouveaux systèmes et innovations du secteur.
Le CIGRE organise plusieurs types de manifestations :
- Un congrès international, la « session CIGRE », ayant lieu toutes les années paires au Palais des Congrès de Paris (Porte Maillot), toujours la dernière semaine d'août, il s'agit d'un événement majeur pour la communauté mondiale des transporteurs d'électricité : CIGRE Session 2018. Cet événement est un rendez-vous incontournable pour les Sociétés issues du domaine de l'électricité, les Autorités de Régulation, les fournisseurs d'électricité, les constructeurs, les jeunes ingénieurs et d'autres experts. Les participants s'y rendent dans le but de s’informer des dernières innovations, de la R et D et des perspectives d’évolution des systèmes électriques. La 48e édition de la session CIGRE avait lieu du 23 au 28 août 2020, au Palais des Congrès de Paris. La session CIGRE a accueilli plus de 9 000 professionnels issus de 90 pays. La 50e édition de la session CIGRE se tiendra du 25 au 30 août 2024, au Palais des Congrès de Paris.

- Les années impaires sont l'occasion de Symposiums ou Colloquiums, l'un au printemps et l'autre en automne.